# Sarzana
Sarzana é uma comuna italiana da região da Ligúria, Província da Spezia, com cerca de 20.022 habitantes. Estende-se por uma área de 34 km², tendo uma densidade populacional de 589 hab/km². Faz fronteira com Ameglia, Arcola, Aulla (MS), Carrara (MS), Castelnuovo Magra, Fosdinovo (MS), Lerici, Ortonovo, Santo Stefano di Magra, Vezzano Ligure.